# Malý a Velký štít
Malý a Velký štít je národní přírodní rezervace, vyhlášená v roce 1989. Nachází se u obce Vinařice v okrese Louny. Péčí o území je pověřena Agentura ochrany přírody a krajiny ČR – regionální pracoviště Správa CHKO České středohoří.

## Předmět ochrany
Důvodem ochrany jsou opukové stráně s bohatou populací medvědice lékařské a zimostrázku alpského.

## Popis
Národní přírodní rezervace slouží k ochraně ekosystémů opukových skalních hran, především živočichů a rostlin ze skupiny glaciálních reliktů, zejména medvědice lékařské. Rezervace se nachází na území přírodního parku Džbán a má pokračování přibližně o stejné rozloze v Pochválovské stráni nad obcemi Smilovice a Pochvalov v okrese Rakovník. V chráněném území se vyskytují vzácné a chráněné druhy rostlin a dřevin, jako je např. pěchava vápnomilná (Sesleria caerulea), medvědice lékařská (Arctostaphylos uva-ursi), zimostrázek alpský (Polygala chamaebuxus), dřín obecný (Cornus mas), lýkovec jedovatý (Daphne mezereum) a další. Pod skalami se zachovalo torzo původního suťového lesa se dřevinami, jako je např. dub zimní (Daphne mezereum) a letní (Quercus robur), lípa malolistá (Tilia cordata), javor klen (Acer pseudoplatanus), buk (Fagus), habr (Carpinus) a výjimečně i jalovec obecný (Juniperus communis). Na přilehlých rovinách se uplatňují již umělé porosty jehličnanů – smrku, borovice lesní (Pinus sylvestris) a modřínu. Veřejnosti je vstup do chráněného území povolen podél lesní cesty, která se nachází na horní straně území.